# 塞爾維亞國家男子水球隊
塞爾維亞國家男子水球隊代表塞爾維亞參加國際水球賽事，由塞爾維亞水球協會管理。國際游泳總會認可塞爾維亞為塞爾維亞與蒙特內哥羅紀錄的繼承者。

## 參賽紀錄
塞爾維亞參加7屆奧運，共贏得2金1銀3銅。
| 年              | 排名   |
| --------------- | ------ |
| 1992 巴塞隆納   | 被禁止 |
| 1996 亞特蘭大   | 第8名  |
| 2000 雪梨       |        |
| 2004 雅典       |        |
| 2008 北京       |        |
| 2012 倫敦       |        |
| 2016 里約熱內盧 |        |
| 2020 東京       |        |
| 總計            | 7/8    |

## 外部連結
- 塞爾維亞水球協會 （塞爾維亞文）